# Vireó ullgrís
El vireó ullgrís (Hylophilus amaurocephalus) és un ocell de la família dels vireònids (Vireonidae).

## Hàbitat i distribució
Habita els boscos àrids i pastures de les terres baixes a l'est del Brasil.